# Krążowniki liniowe typu Renown
Krążowniki liniowe typu Renown – seria dwóch brytyjskich krążowników liniowych, noszących nazwy „Renown” i „Repulse”, wybudowanych dla Royal Navy w czasie I wojny światowej, pozostających w służbie w okresie międzywojennym i uczestniczących w działaniach II wojny światowej.
Wybudowane w latach 1915–1916 z inspiracji admirała Johna Fishera, zostały zaprojektowane według jego wskazań przez Głównego Konstruktora Admiralicji, sir Eustace’a d’Eyncourta. Wodowanie „Renowna” odbyło się 4 marca 1916 roku, „Repulse” spłynął z pochylni wcześniej, 8 stycznia. Oba weszły do służby wkrótce po bitwie jutlandzkiej, która obnażyła braki konstrukcyjne tej klasy okrętów. Podczas I wojny światowej jedynie „Repulse” miał okazję do starcia z przeciwnikiem, podczas II bitwy koło Helgolandu 17 listopada 1917 roku. W okresie dwudziestolecia międzywojennego obie jednostki były poddawane wielu modyfikacjom, co przyniosło im żartobliwe nazwy „Repair” i „Refit” („Naprawa” i „Przeróbka”). Obie były też wykorzystywane w celach reprezentacyjnych: „Repulse” towarzyszył „Hoodowi” w wokółziemskim rejsie w latach 1923–1924, „Renown” kilkakrotnie służył jako jacht rodziny królewskiej w jej zamorskich podróżach.
Krążowniki liniowe typu Renown wzięły czynny udział w działaniach morskich II wojny światowej. Oba uczestniczyły w poszukiwaniach niemieckiego pancernika kieszonkowego „Admiral Graf Spee” w 1939 roku, kampanii norweskiej oraz pościgu za „Bismarckiem”. Pod koniec 1941 roku „Repulse” został wysłany na Daleki Wschód, gdzie wraz z pancernikiem „Prince of Wales” utworzył Force Z, mający w zamyśle powstrzymać japoński ekspansjonizm w rejonie Azji Południowo-Wschodniej. 10 grudnia 1941 roku został zatopiony przez japońskie samoloty bombowo-torpedowe w bitwie pod Kuantanem. „Renown” operował na wodach europejskich, w składzie Home Fleet oraz Force H. Wziął udział w bitwie koło przylądka Spartivento, osłonie kilku konwojów arktycznych i wsparciu operacji Torch. W 1944 roku został przydzielony do Floty Wschodniej na Oceanie Indyjskim, gdzie działał przeciwko Japończykom. W 1945 roku powrócił na wody macierzyste i został skierowany na remont, a po zakończeniu wojny przesunięty do rezerwy. W 1948 roku sprzedano go na złom.

## Projektowanie i budowa

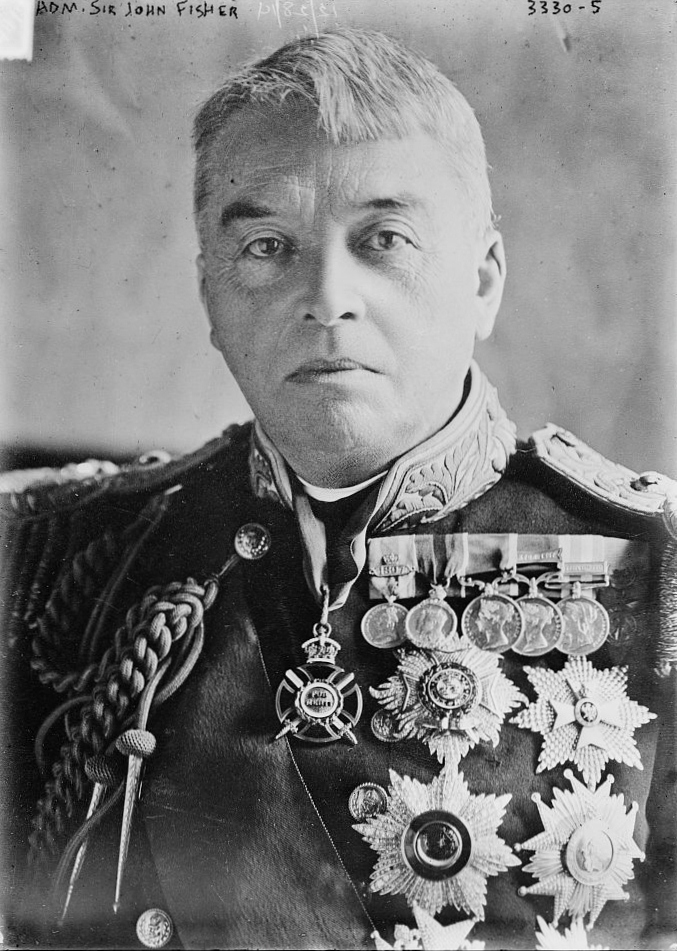
Lord Fisher około 1915 r.

W programach rozbudowy Royal Navy na lata budżetowe 1913 i 1914 przewidziano między innymi budowę ośmiu pancerników typu Revenge, których głównym uzbrojeniem artyleryjskim miało być osiem dział BL 15 inch Mk I kalibru 381 mm (15 cali). Trzy ostatnie miały być nieco zmodyfikowane w stosunku do wcześniejszych pięciu. Wkrótce po wybuchu I wojny światowej, 26 sierpnia 1914 roku, anulowano zamówienie na jeden z nich, o planowanej nazwie „Resistance”, zaś budowę dwóch kolejnych, mających nosić nazwy „Renown” i „Repulse”, wstrzymano. Pod koniec tegoż roku admirał John Fisher, pełniący wówczas funkcję pierwszego lorda morskiego brytyjskiej Admiralicji, zaproponował użycie zgromadzonych materiałów do konstrukcji dwóch okrętów promowanej przez niego klasy krążowników liniowych. Przedstawił Głównemu Konstruktorowi Admiralicji, sir Eustace’owi d’Eyncourtowi, swoje wymagania co do specyfikacji nowych jednostek, a ten przygotował 19 grudnia wstępny projekt, oznaczony jako „Rhadamantus”. Przedstawiał on okręt o wyporności 18 750 ton angielskich (ts), długości przekraczającej 192 m, mocy siłowni 105 000 shp nadającej prędkość maksymalną 32 węzłów, uzbrojony w cztery działa kal. 381 mm w dwóch dwudziałowych wieżach oraz 20 dział kal. 102 mm.
Jeszcze tego samego dnia admirał Fisher zażądał zmian w projekcie, w tym dodania trzeciej wieży dział 15-calowych, w superpozycji na dziobie, dwóch podwodnych wyrzutni torpedowych oraz możliwości przewożenia na pokładzie i stawiania min morskich (tę ostatnią zarzucono po odejściu Fischera ze stanowiska). 21 grudnia kalkulacje nowego projektu były gotowe. W związku z wprowadzonymi modyfikacjami wyporność wzrosła do 25 750 ts, a długość przekroczyła 228 m. Aby zachować wymaganą prędkość maksymalną, należało zastosować siłownię o większej mocy, ale jej dokładna planowana wartość nie jest znana. Budowa dwóch okrętów według przedstawionego wstępnego projektu została zatwierdzona przez rząd 28 grudnia 1914 roku, częściowo pod wrażeniem sukcesu starszych krążowników liniowych w bitwie koło Falklandów. Szczegółowe plany okrętów zostały przygotowane w ciągu następnych tygodni i oficjalnie zatwierdzone przez Radę Admiralicji 22 kwietnia 1915 roku.
Plany Admiralicji przewidywały wykorzystanie wcześniejszych kontraktów na budowę dwóch pancerników typu Revenge, zawartych ze stoczniami Fairfield w Govan oraz Palmers w Greenock, z zachowaniem ich nazw. Wkrótce okazało się jednak, że Palmers nie dysponuje pochylnią o wystarczających rozmiarach. W związku z tym kontrakt na budowę przeniesiono do stoczni John Brown & Co. w Clydebank. Już 29 grudnia lord Fisher spotkał się z przedstawicielami stoczni w sprawie jak najszybszego prowadzenia prac, aby zakończyć budowę w ciągu 15 miesięcy od dnia złożenia zamówienia (30 grudnia 1914 roku). Stępki pod obydwa krążowniki położono uroczyście 25 stycznia 1915 roku, w 74. urodziny Fishera. Formalne kontrakty zostały przedstawione stoczniom przez Admiralicję dopiero 10 marca 1915 roku.
Prace stoczniowe postępowały bez większych przeszkód. W kwietniu zdecydowano, że dla zaoszczędzenia masy i czasu, pokłady zewnętrzne nie zostaną pokryte drewnem. W lipcu, zgodnie z dotychczasowymi, nie najlepszymi doświadczeniami z ich stosowania, ostatecznie zrezygnowano z instalacji sieci przeciwtorpedowych. Zmniejszono również liczbę dział kal. 102 mm do 17. Aby nie komplikować budowy, konstruktorzy powstrzymali się od wprowadzania w jej trakcie większych zmian projektowych (między innymi zarzucono pomysł pogrubienia wzdłużnych grodzi przeciwtorpedowych) i wodowanie „Repulse” nastąpiło 8 stycznia, a „Renowna” 4 marca 1916 roku. Także prace wyposażeniowe toczyły się niemal zgodnie z harmonogramem, chociaż stoczniom nie udało się dotrzymać 15-miesięcznego terminu. Pod koniec lata 1916 roku obie jednostki zostały ukończone i w sierpniu oraz wrześniu przeszły próby prędkości oraz artyleryjskie na mili pomiarowej Arran. Wkrótce ich przednie kominy zostały podwyższone o sześć stóp (ok. 1,8 m), by zmniejszyć zadymianie pomostu podczas pływania z wiatrem. Za daty wejścia okrętów do służby przyjmuje się: 18 sierpnia 1916 roku dla „Repulse” i 20 września tegoż roku dla „Renowna”. Koszty budowy „Renowna” wyniosły 2 962 578, „Repulse” 2 627 401 funtów szterlingów.

## Opis konstrukcji

### Charakterystyka ogólna

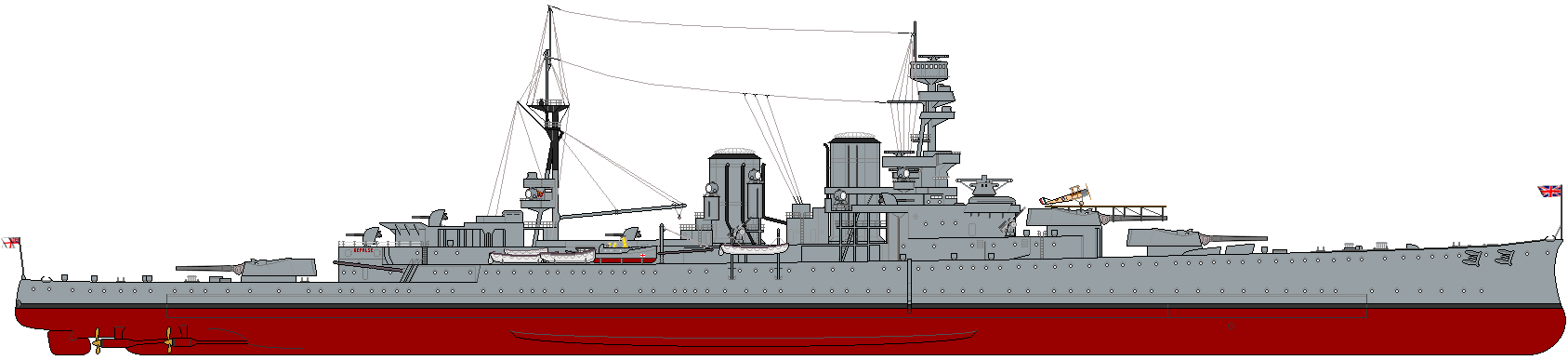
Rzut boczny „Repulse” według stanu na 1919 r.

Kadłuby krążowników liniowych typu Renown były zbudowane metodą nitowania z wykorzystaniem wzdłużno-poprzecznego układu wiązań, wykonanych ze stali o podwyższonej wytrzymałości na rozciąganie (High Tensile – HT). Grodzie dzieliły je na 18 przedziałów wodoszczelnych, podwójne dno chroniło niemal całą długość okrętu. Długość całkowita „Renowna” wynosiła 242,21 m, długość między pionami 228,8 m, szerokość maksymalna 27,49 m, dla „Repulse” wartości te wynosiły odpowiednio 242,23 m, 228,77 m oraz 27,39 m, przy projektowanych wymiarach 242,17 m, 228,75 m oraz 27,45 m. Na konstrukcyjnej linii wodnej obie jednostki miały długość 240 m (niektóre źródła podają nieco inne wymiary, według jednego z nich „Renown” miał długość całkowitą 242,3 m, a „Repulse” 242,7 m).
Według ostatecznego projektu wyporność normalna (konstrukcyjna) okrętów miała wynosić 26 500 ts, po wprowadzonych w trakcie budowy zmianach 26 787 ts, jej faktyczna wartość dla „Renowna” w chwili wejścia do służby to 27 420 ts, a dla „Repulse” 26 584 ts. Faktyczne wartości wyporności pełnej to odpowiednio 32 220 ts i 31 592 ts przy projektowanej 30 100 ts. Także tutaj niektóre źródła podają nieco inne wartości. Zanurzenie przy projektowanej wyporności konstrukcyjnej miało wynosić od 7,63 m na dziobie do 7,93 m na rufie. Ponieważ dla oszczędności wagowych pokładów zewnętrznych nie pokryto drewnem, na niektórych powierzchniach w ciągach komunikacyjnych zastosowano ryflowanie dla zapobieżenia poślizgom, a pomieszczenia załogi pod pokładem otrzymały dodatkową otulinę, chroniącą przed nadmiernym przegrzaniem. Okręty otrzymały dwa trójnożne maszty, na szczycie przedniego – fokmasztu – umieszczono stanowisko kierowania ogniem artyleryjskim, obserwacyjne oraz dalmierze.
Według projektu załoga krążowników w czasie pokoju miała liczyć 953 oficerów, podoficerów i marynarzy, etat wojenny przewidywał jej wzrost do 1043 osób, zaś w razie pełnienia funkcji jednostki flagowej o kolejnych 14 marynarzy. Faktycznie po wejściu do służby liczebność załogi przekroczyła 1180 oficerów, podoficerów i marynarzy, a wraz z kolejnymi modyfikacjami i przezbrojeniami, zwłaszcza wzmacnianiem uzbrojenia przeciwlotniczego, wzrastała. „Repulse” w chwili zatopienia miał na pokładzie 1309 osób, załoga „Renowna” liczyła w 1939 roku 1200 osób, zaś pod koniec II wojny światowej 1433 ludzi.
Jak wszystkie brytyjskie krążowniki liniowe, także jednostki typu Renown miały niedostateczne opancerzenie, zarówno poziome jak i pionowe. Były też przy swej wielkości wyraźnie niedozbrojone, dysponując jedynie sześcioma działami artylerii głównej. Duża długość kadłubów spowodowała ich niedostateczną wytrzymałość wzdłużną, czemu starano się zaradzić, wzmacniając je w trakcie kolejnych remontów. W trakcie żeglugi na wzburzonym morzu pokład rufowy był silnie zalewany, zaś przy dużych prędkościach powstawały wibracje, utrudniające celowanie. Mocną stroną krążowników był układ napędowy i niezłe, pomimo mankamentów, własności żeglugowe.

### Urządzenia napędowe
Układ siłowni krążowników liniowych typu Renown był w zasadzie zmodyfikowanym powtórzeniem urządzeń zastosowanych na „Tigerze”. Napęd stanowiły cztery (dwa zdwojone) zespoły turbin parowych systemu Brown-Curtis, produkowanych w Wielkiej Brytanii na amerykańskiej licencji. Miały one większą sprawność przy niższej masie w porównaniu z wcześniej używanymi turbinami systemu Parsonsa. Każdy zespół składał się z turbiny wysokiego i turbiny niskiego ciśnienia. Były one umieszczone w dwóch położonych obok siebie na śródokręciu i przedzielonych wzdłużną grodzią wodoszczelną przedziałach maszynowni, których długość wynosiła 19,52 m. Za maszynowniami znajdowały się pomieszczenia skraplaczy, długości 14,03 m. W każdym znajdowały się dwa kondensatory główne, kondensator pomocniczy oraz oprzyrządowanie dodatkowe.
Zespoły turbin poruszały bezpośrednio (bez przekładni redukcyjnych) cztery wały napędowe z trójłopatowymi śrubami o średnicy 4,12 m, przy czym turbiny niskiego ciśnienia poruszały wały wewnętrzne, zaś wysokiego ciśnienia zewnętrzne. Łączna moc układu na wałach wynosiła 112 000 shp przy 275 obrotach na minutę (do 120 000 shp z przeforsowaniem), co według projektu miało zapewnić prędkość maksymalną 31,5 węzła. Na próbach prędkości, przeprowadzonych jesienią 1916 roku na mili pomiarowej Arran, „Renown” uzyskał prędkość maksymalną 32,58 węzła przy zmierzonej mocy 126 300 shp i wyporności 27 900 ts, zaś „Repulse” 31,73 węzła przy mocy 118 913 shp i zmierzonej wyporności 29 900 ts.
Parę do turbin dostarczały 42 opalane wyłącznie paliwem płynnym kotły wodnorurkowe typu Babcock & Wilcox, z opłomkami o dużej średnicy, o ciśnieniu roboczym 16,5 at i maksymalnym 20 at, umieszczone w sześciu kotłowniach. Pierwsza kotłownia, licząc od dziobu, o długości 6,1 m, mieściła trzy kotły, druga, długości 10,52 m, siedem kotłów, cztery kolejne, również długości 10,52 m, po osiem kotłów. Całkowita powierzchnia grzewcza kotłów liczyła niemal 14 605 m², zapas wody kotłowej 720 ton. Każdy okręt posiadał sześć wyparowników i dwa kondensatory, służące do destylacji wody. Ich łączna wydajność wynosiła 490 ton na dobę, umieszczone były w przedziałach skraplaczy. Instalacja elektryczna o napięciu 220 V była zasilana przez cztery generatory (dwa parowe, jeden spalinowy oraz jeden turbogenerator) o łącznej mocy 750 kW. Urządzenia napędowe każdego z krążowników zostały wyprodukowane w budujących je stoczniach.
Projektowany normalny zapas paliwa płynnego wynosił 1000 ton, maksymalny 4000 ton. Faktyczne wartości różniły się nieco i wynosiły dla „Renowna” 4289, zaś dla „Repulse” 4234 ton. Pozwalało to uzyskać zasięg 3650 mil morskich przy prędkości ekonomicznej 10 węzłów. Okręty posiadały pojedynczy ster płytowy.

### Uzbrojenie i systemy kierowania ogniem

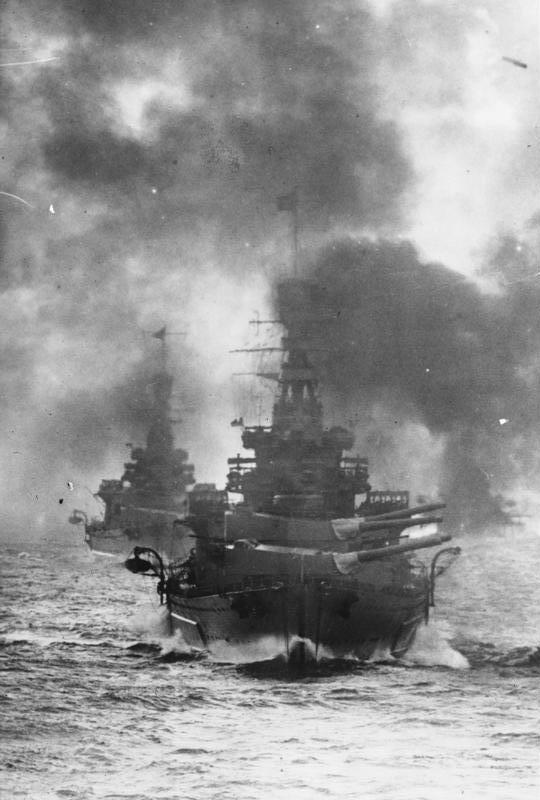
„Repulse” i „Renown” w szyku torowym podczas strzelań ćwiczebnych, 1931 r.

Głównym uzbrojeniem artyleryjskim krążowników liniowych typu Renown było sześć dział BL 15 inch Mk I kalibru 381 mm (15 cali) o długości lufy 42 kalibry, rozmieszczonych w trzech dwudziałowych wieżach Mk I* na „Renownie”, a dwóch Mk I i jednej Mk I* na „Repulse” (według części źródeł także ten ostatni miał trzy wieże Mk I*), dwóch na dziobie, w superpozycji (nazwanych kolejno „A” i „B”), trzeciej („Y”) na rufie. Główną różnicą konstrukcyjną obu typów wież był odmienny system transportu amunicji z magazynów do podajnika, zewnętrznie różniły się kształtem czołowej płyty pancernej. Przy projektowanej wyporności normalnej 26 500 ts osie luf działowych znajdowały się: dla wieży „A” 10,7 m, „B” 13,7 m, zaś „Y” 7 m ponad konstrukcyjną linią wodną. Armaty Mk I, skonstruowane w 1912 roku i zastosowane na wielu ciężkich okrętach Royal Navy, od pancerników typów Queen Elizabeth i Revenge, po „Hooda” i „Vanguarda”, były uważane za najlepsze ciężkie działa Royal Navy. Mogły wystrzeliwać pociski przeciwpancerne lub burzące o masie 879 kg na maksymalną odległość 24 370 m z prędkością wylotową 749 m/s przy maksymalnym kącie podniesienia 20° i szybkostrzelności do 2 strzałów na minutę z każdej lufy. W płaszczyźnie poziomej każda z wież mogła obracać się w zakresie po 150° na każdą burtę, z prędkością 2° na sekundę, w pionowej zakres wynosił od -5° do +20° (po modernizacji 30°), a prędkość elewacji 5° na sekundę. Zarówno obrót jak i elewacja zapewniane były przez mechanizm hydrauliczny. Amunicja rozdzielnego ładowania, po 120 jednostek na lufę, była przechowywana w komorach amunicyjnych pod wieżami, przy czym magazyny ładunków miotających znajdowały się powyżej magazynów pocisków.
Artylerię średniego kalibru, przeznaczoną do zwalczania torpedowców i niszczycieli, tworzyło 17 dział BL 4 inch Mk IX kal. 102 mm (4 cale), na pięciu potrójnych podstawach Mk I z osłonami przeciwodłamkowymi oraz dwóch pojedynczych łożach P Mk XII. Potrójne podstawy były zainstalowane po bokach dziobowej nadbudówki oraz w osi symetrii okrętu: pomiędzy tylnym kominem a masztem głównym i w superpozycji na dwóch pokładach rufowej nadbudówki. Działa pojedyncze umieszczono po bokach drugiej wieży artyleryjskiej głównego kalibru („B”). Przy takim rozmieszczeniu w sektorze dziobowym mogło strzelać osiem dział, rufowym sześć, a na każdą burtę 13. Armaty te, stanowiące zmodyfikowaną wersję szybkostrzelnych Mk V, miały długość lufy 44,35 kalibra i wystrzeliwały pocisk o masie 14,06 kg z prędkością początkową 805 m/s na maksymalną odległość 12 660 m przy kącie podniesienia 30°. Zapas scalonej amunicji według etatów pokojowych wynosił po 150 jednostek na lufę, razem 2550 sztuk. Potrójne stanowiska, z uwagi na liczną (32 marynarzy) obsługę oraz osadzenie każdej z armat na osobnych czopach, były dość kłopotliwe w eksploatacji.
Pierwotne uzbrojenie przeciwlotnicze okrętu składało się z dwóch dział QF 3 inch 20 cwt Mk I kal. 76 mm (3 cale) na podstawach HA Mk II, na pokładzie po bokach tylnego komina. Były to pierwsze skonstruowane specjalnie do strzelań przeciwlotniczych armaty Royal Navy. Przy długości lufy równej 45 kalibrom mogły one wystrzeliwać pocisk o masie 7,94 kg z prędkością początkową 617 m/s, maksymalna donośność w poziomie wynosiła 11 810 m, zaś pułap 7770 m. Przy wyszkolonej obsłudze szybkostrzelność wynosiła do 20 strzałów na minutę. Zapas amunicji liczył 150 jednostek na lufę, w tym 120 pocisków burzących i 30 zapalających. Ponadto w chwili wejścia do linii okręt dysponował dwoma podwodnymi wyrzutniami torpedowymi kal. 533 mm z zapasem dziesięciu torped Mk II, miał też cztery 3-funtowe (kal. 47 mm) działa salutacyjne Hotchkiss Mk I oraz pięć karabinów maszynowych Maxim kal. 7,62 mm. Zapas amunicji do tych ostatnich wynosił po 5000 na lufę.
Dane do strzelań dla dział artylerii głównego kalibru były wypracowywane przez dwa dalocelowniki, jeden w opancerzonym stanowisku na dachu bojowego stanowiska dowodzenia, drugi w nieopancerzonym, na marsie przedniego masztu. Obydwa dysponowały dalmierzami typu MG8 o bazie 15 stóp (4,57 m). Każda z wież miała także własny integralny dalmierz o bazie 30 lub 15 stóp (9,14 lub 4,57 m). Dane były przeliczane za pomocą kalkulatora artyleryjskiego Dreyer Mk IV, umieszczonego w centrali artyleryjskiej bojowego stanowiska dowodzenia. Ogień artylerii średniego kalibru był kierowany z dwóch stanowisk: jednego na platformie przedniego masztu, poniżej dalocelownika artylerii głównej, drugiego na analogicznej platformie masztu głównego. Na jego dachu z kolei umieszczony został dalmierz o bazie dwóch metrów, służący do naprowadzania na cel dział przeciwlotniczych.

### Opancerzenie
Podobnie jak w przypadku wcześniejszych brytyjskich krążowników liniowych, opancerzenie okrętów typu Renown było bardzo skromne, wzorowane na projekcie o wiele mniejszego typu Indefatigable. Pierwotnie stanowił je pas burtowy na linii wodnej na śródokręciu, rozciągający się pomiędzy osiami pierwszej i trzeciej wieży artyleryjskiej, grubości 152 mm (6 cali), o długości 140,91 m i wysokości 2,74 m, z czego przy projektowanej wyporności normalnej 26 500 ts poniżej konstrukcyjnej linii wodnej miało znaleźć się 46 cm pancerza. Poza tym obszarem grubość pasa zmniejszała się: w kierunku dziobu do 102 mm, rufy do 76 mm. Chroniony obszar zamknięty był poprzecznymi grodziami pancernymi: dziobową o grubości 102 mm i rufową 76 mm. Za pasem burtowym znajdowały się skosy pancerza o grubości 51 mm, zaś burta powyżej niego była pokryta płytami pancernymi grubości 38 mm. Opancerzenie poziome stanowiły dwa pokłady: główny grubości do 76 mm oraz dolny do 64 mm. Wyprowadzenie przewodów spalinowych z kotłowni do kominów chronione było płytami pancernymi grubości do 64 mm.
Bojowe stanowisko dowodzenia miało pancerz czołowy grubości do 254 mm, dach do 152 mm, a podłogę do 76 mm (część źródeł podaje nieco odmienne wartości). Wieże artylerii głównej miały pancerz mniejszej grubości niż na identycznie uzbrojonych pancernikach: ściany czołowe do 229 mm, tylne do 279 mm, boczne 178 do 229 mm, dach 108 mm, zaś ich barbety grubość do 178 mm. Ochronę części podwodnej zapewniały integralne bąble przeciwtorpedowe. Całość płyt pancernych wykonana była ze stali Kruppa: pionowe KC (Krupp Cemented – utwardzanej powierzchniowo) i KNC (Krupp Non-Cemented), poziome ze stali HT.

## Modernizacje

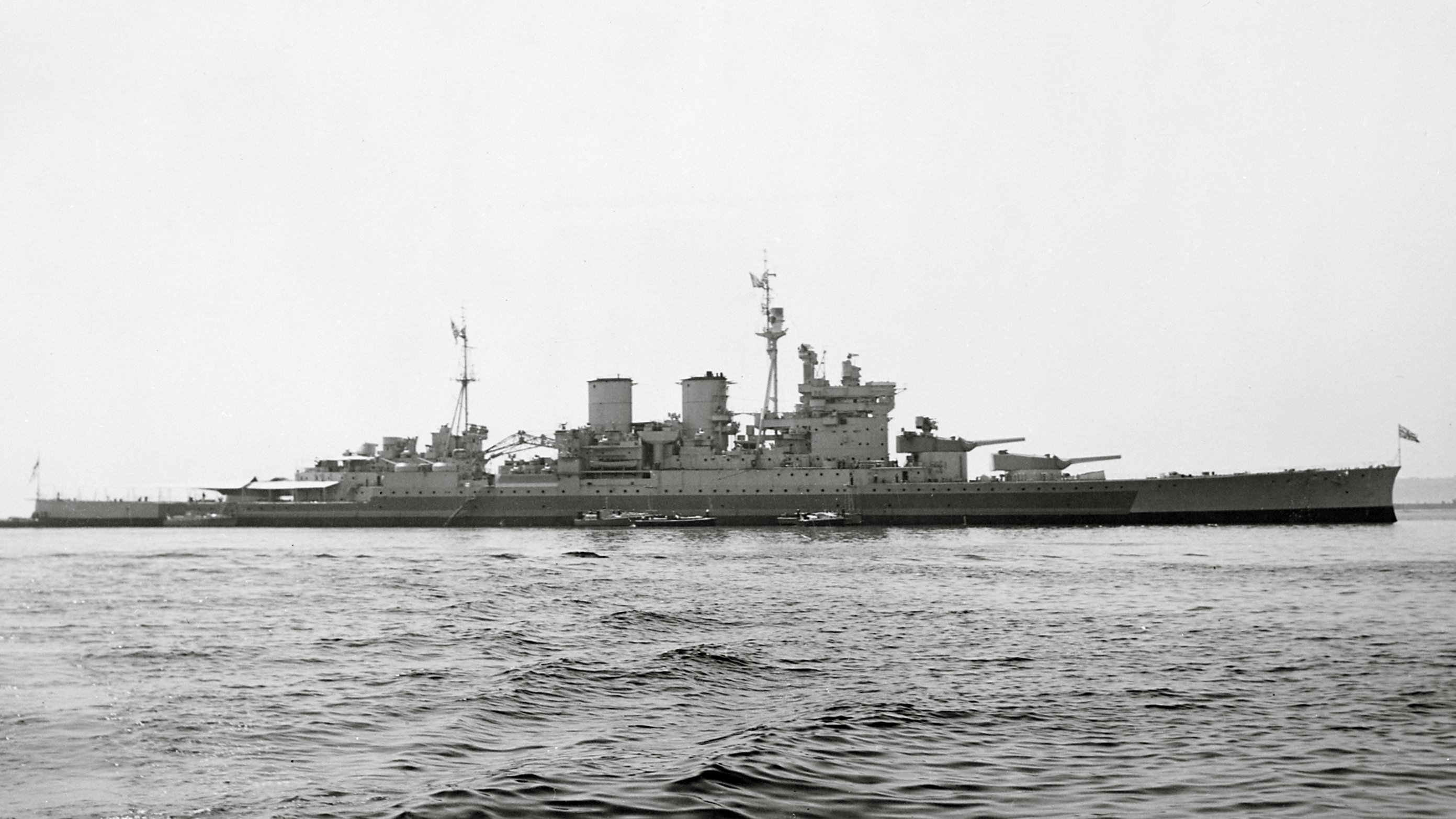
„Renown” według stanu na sierpień 1945 r.

W ciągu swej długiej służby „Renown” i „Repulse” były wielokrotnie modernizowane, wykorzystywano je również do testowania różnych nowinek technicznych. W związku z tym bliźniacze jednostki zyskały wśród marynarzy żartobliwe nazwy „Repair” i „Refit” („Naprawa” i „Przeróbka”). W efekcie doświadczeń bitwy jutlandzkiej na przełomie lat 1916–1917 na obu okrętach powiększono grubość pancerza w najbardziej newralgicznych punktach: rejonie komór amunicyjnych i maszyny sterowej. W drugiej połowie 1917 roku na wieży „B” „Repulse” zainstalowano, po raz pierwszy na tak dużej jednostce Royal Navy, platformę startową dla samolotu. Pierwszy start myśliwca Sopwith Pup odbył się z niej 1 października 1917 roku. „Renown” otrzymał platformy startowe na wieżach wiosną 1918 roku.
W czerwcu 1918 roku Rada Admiralicji podjęła decyzję o przeprowadzeniu na obu krążownikach modernizacji, aby wyeliminować niedostatki opancerzenia tak szybko, jak to będzie możliwe. Pierwszy do stoczni trafił „Repulse”, na którym prowadzono prace stoczniowe pomiędzy grudniem 1918 a styczniem 1921 roku. W ich trakcie zainstalowano w miejscu dotychczasowego pasa pancernego grubszy (do 229 mm), zdjęty z przebudowywanego na lotniskowiec nieukończonego ex-chilijskiego pancernika „Almirante Cochrane”. Zdemontowany pancerz 152 mm przeniesiono wyżej na burtę, w wyniku czego zaślepiono dolny rząd iluminatorów na śródokręciu, co odtąd odróżniało „Repulse” od bliźniaczego „Renowna”. Powiększono również bąble przeciwtorpedowe, co zwiększyło szerokość okrętu do 30,81 m, zdemontowano podwodne wyrzutnie torpedowe, instalując w zamian cztery stałe zdwojone zespoły wyrzutni nawodnych. W tym samym czasie odeskowano pokład. Koszt modernizacji przekroczył 800 000 funtów. „Renown” został poddany przebudowie w okresie od czerwca 1923 do sierpnia 1926 roku. Dodatkowy pancerz o tej samej, co na „Repulse” grubości (229 mm) został położony poniżej dotychczasowego pasa pancernego grubości 152 mm, tworząc dodatkową ochronę przeciwtorpedową. Poprawiono także opancerzenie poziome, a łączna masa dodatkowych płyt pancernych wyniosła około 1600 ton. Szerokość okrętu wzrosła do 31,19 m. Wzmocniono też uzbrojenie przeciwlotnicze, a całkowity koszt modernizacji wyniósł 979 927 funtów szterlingów.
W toku dalszej pokojowej służby oba okręty były poddawane kolejnym modernizacjom, polegającym głównie na wzmacnianiu uzbrojenia przeciwlotniczego. Otrzymały między innymi ośmiolufowe podstawy 2 pdr Mk VIII kal. 40 mm, tzw. pom-pomów, oraz stanowiska systemu kierowania ogniem przeciwlotniczym HACS (High Angle Control System). W latach 30. podjęto decyzję o poddaniu krążowników wielkim przebudowom. Jako pierwszy, w kwietniu 1933 roku, do stoczni w Portsmouth trafił „Repulse”. W zakres modernizacji wchodziły między innymi: montaż (po raz pierwszy na wielkim okręcie bojowym) stałej, poprzecznej katapulty typu DIIHI oraz dwóch hangarów i dwóch dźwigów do obsługi czterech wodnosamolotów pokładowych, rozbudowę dziobowej nadbudówki ze stanowiskami dowodzenia, instalację nowego uzbrojenia przeciwlotniczego, wzmocnienie opancerzenia poziomego oraz zmianę konstrukcji bąbli przeciwtorpedowych. Koszt modernizacji, która zakończyła się w marcu 1936 roku, wyniósł 1 377 748 funtów. We wrześniu 1936 roku rozpoczęto z kolei wielką, znacznie szerzej zaplanowaną przebudowę „Renowna”, w wyniku której miał stać się szybkim eskortowcem lotniskowców. Całkowicie wymieniono siłownię okrętową, instalując w miejsce dotychczasowych turbin parowych nowe, systemu Parsonsa z przekładniami redukcyjnymi, o projektowanej mocy 130 000 shp (na próbach osiągnięto około 120 000 shp), zaś w miejsce dotychczasowych kotłów osiem trójwalczakowych kotłów wodnorurkowych typu Admiralicji, po dwa w czterech pomieszczeniach kotłowni. W dwóch opróżnionych kotłowniach zabudowano komory amunicyjne, dodatkowe zbiorniki paliwa oraz urządzenia pomocnicze. Zmodernizowano działa i wieże artylerii głównego kalibru, przystosowując je do wystrzeliwania cięższych pocisków i użycia mocniejszych ładunków miotających. Dotychczasową artylerię średniego kalibru zastąpiły nowe działa uniwersalne Mk III kal. 114 mm, na 10 podwójnych podstawach. Artylerię małokalibrową stanowiły trzy ośmiolufowe podstawy pom-pomów oraz cztery poczwórnie sprzężone wielkokalibrowe karabiny maszynowe Vickers Mk III kal. 12,7 mm. Okręt otrzymał nowe systemy kierowania ogniem, stałą katapultę z czterema wodnosamolotami, poprawioną ochronę bierną kadłuba. Przebudowano nadbudówkę dziobową, wymieniono też oba maszty na lżejsze. Całość prac kosztowała 3 088 008 funtów. Okręt powrócił do linii 2 września 1939 roku, na dzień przed przystąpieniem Wielkiej Brytanii do działań wojennych.
Wojenne modernizacje „Repulse”, z uwagi na jego wczesną utratę, były nieznaczne, obejmowały montaż dodatkowego uzbrojenia przeciwlotniczego oraz wyposażenia radarowego. „Renown” był modernizowany kilkakrotnie, w 1941 roku otrzymał pierwsze urządzenia radarowe oraz działa automatyczne Oerlikon kal. 20 mm. Pomiędzy 1942 a 1943 rokiem liczba tych ostatnich wzrosła do 72 luf. Także w 1943 roku usunięto wyposażenie lotnicze, w miejscu katapulty ustawiając łodzie okrętowe, a dotychczasowe hangary przeznaczając na pomieszczenia socjalne i rekreacyjne dla załogi. W 1945 roku, w związku z planowanym przeniesieniem jednostki do rezerwy, zredukowano uzbrojenie przeciwlotnicze, demontując między innymi sześć z dziesięciu wież armat kal. 114 mm.

## Przebieg służby

### HMS „Renown”

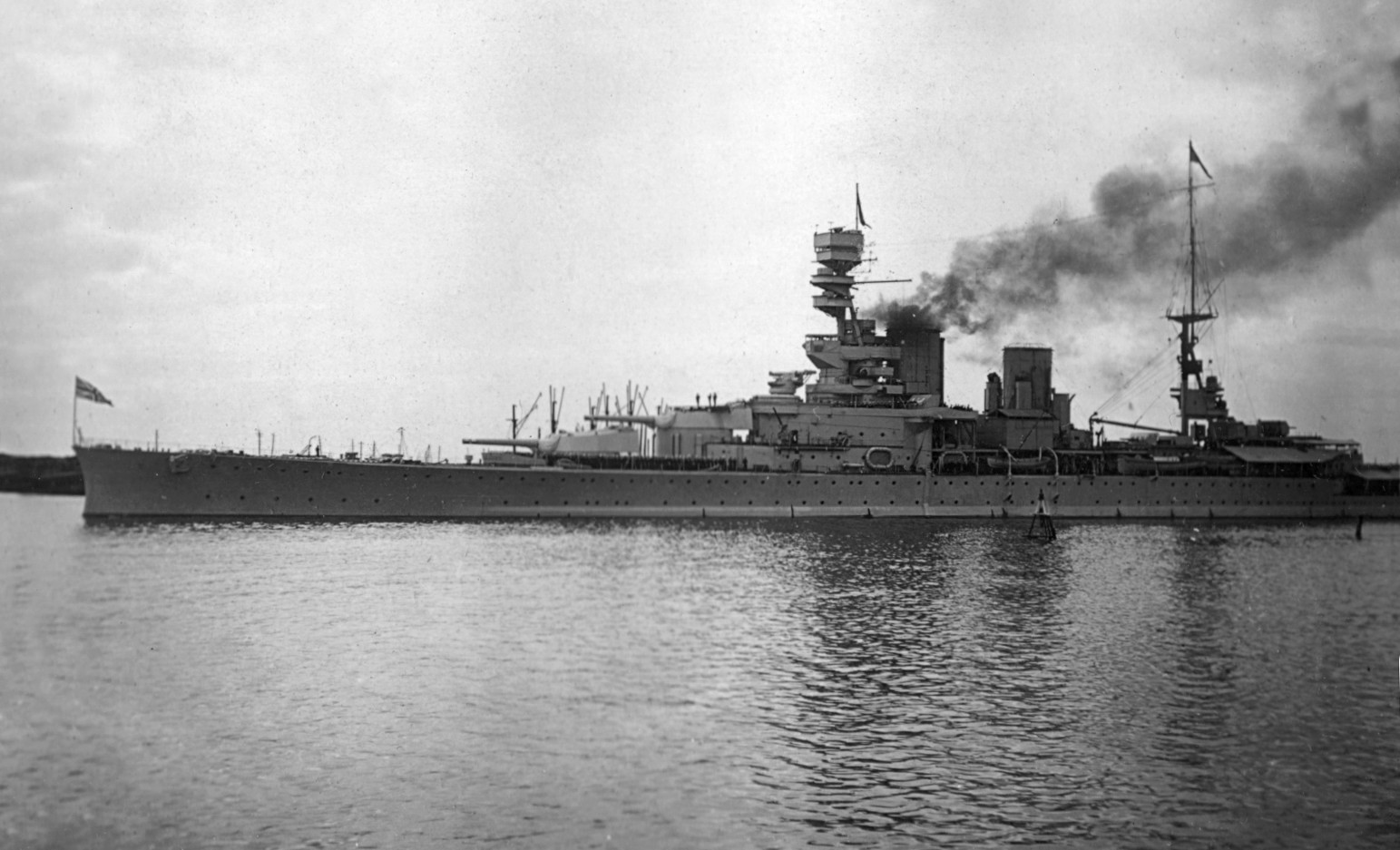
„Renown” w 1927 r.

Położenie stępki w stoczni Fairfield Shipbuilding & Engineering Co. w Govan 25 stycznia 1915 roku, wodowanie 4 marca 1916 roku, wejście do służby 20 września 1916 roku. Po ukończeniu prób i szkolenia, w styczniu 1917 roku dołączył do 1. Eskadry Krążowników Liniowych (1st Battlecruiser Squadron) Grand Fleet. Od lutego do kwietnia tegoż roku przebywał w stoczni w Rosyth, gdzie wzmocniono mu opancerzenie poziome. W okresie I wojny światowej okręt nie brał czynnego udziału w żadnej akcji Royal Navy, która zakończyłaby się kontaktem bojowym z przeciwnikiem. 21 listopada 1918 roku wszedł w skład floty przyjmującej jednostki Hochseeflotte płynące na internowanie w Scapa Flow. Od kwietnia 1919 roku wchodził w skład brytyjskiej Floty Atlantyckiej. Następnie posłużył jako jacht Księcia Walii w jego podróży do Kanady i Stanów Zjednoczonych. Na przełomie 1919 i 1920 roku przeszedł remont, podczas którego przystosowano go do potrzeb specjalnych gości w kolejnych rejsach, między innymi zabudowując dodatkowe pomieszczenia mieszkalne, salę kinową i kort do gry w squasha. W 1920 roku książę Edward odbył na nim rejs do Australii i Azji południowo-wschodniej, w latach 1921–1922 do Indii i Japonii. Od czerwca 1923 do sierpnia 1926 roku przechodził modernizację. W pierwszej połowie 1927 roku odbył rejs do Australii, z Księciem i Księżną Yorku. Po powrocie wszedł w skład Floty Atlantyckiej, a później Home Fleet. Na czas pobytu „Hooda” w stoczni pomiędzy 1929 a 1931 roku pełnił rolę okrętu flagowego Eskadry Krążowników Liniowych. Służył w Home Fleet, z przerwami na kolejne pobyty w stoczni, do 1935 roku. 23 stycznia tegoż roku zderzył się z krążownikiem liniowym „Hood”, odnosząc nieznaczne uszkodzenia. Po remoncie w Portsmouth uczestniczył w paradzie z okazji srebrnego jubileuszu Jerzego V. W drugiej połowie 1935 roku, w związku z zaostrzeniem się sytuacji międzynarodowej po agresji włoskiej w Abisynii, został przesunięty na Morze Śródziemne. Przebywał tam do połowy następnego roku, bazując w Gibraltarze i biorąc między innymi udział w wielkich manewrach Royal Navy, będących jednocześnie demonstracją siły floty brytyjskiej. We wrześniu 1936 roku rozpoczęto przebudowę „Renowna” na szybki eskortowiec lotniskowców. Do służby powrócił 2 września 1939 roku.
Działalność operacyjną w II wojnie światowej rozpoczął w składzie Northern Patrol, poszukując niemieckich statków, usiłujących przedostać się do portów III Rzeszy. Od października operował na południowym Atlantyku, z bazy Freetown. 2 grudnia brał udział w przechwyceniu i zatopieniu niemieckiego statku pasażersko-towarowego „Watussi”. Następnie, wraz z lotniskowcem „Ark Royal”, wszedł w skład Force K, jednego z zespołów poszukujących na oceanie „pancernika kieszonkowego” „Admiral Graf Spee”. Po samozatopieniu rajdera, powrócił do Scapa Flow. W kwietniu 1940 roku brał udział w osłonie operacji Wilfred, minowania norweskich wód terytorialnych. 9 kwietnia starł się z niemieckimi pancernikami „Scharnhorst” i „Gneisenau”, uzyskując jedno trafienie pociskiem kal. 381 mm i dwa kal. 114 mm na tym ostatnim. Zanim Niemcy przerwali ogień i wycofali się z walki, także „Renown” został dwukrotnie trafiony, nie ponosząc jednak większych szkód. Do czerwca operował na wodach norweskich, w sierpniu zaś został wcielony do Force H w Gibraltarze, jako okręt flagowy. W jej składzie wziął udział między innymi w nieudanej operacji Menace, bitwie koło przylądka Spartivento, operacji Excess, bombardowaniu Genui oraz osłonie kolejnego konwoju na Maltę (operacja Tiger). W trakcie tej ostatniej został nieznacznie uszkodzony dwoma bombami lotniczymi, tracąc pięciu zabitych marynarzy. Później uczestniczył w poszukiwaniu „Bismarcka”, 4 czerwca przechwycił niemiecki zaopatrzeniowiec „Gonzenheim”, zmuszając jego załogę do samozatopienia. W lipcu eskortował następny konwój maltański, po czym powrócił na wody macierzyste. Po kolejnym pobycie w stoczni, w ostatnich dniach października dołączył do Home Fleet. Operował między innymi na wodach arktycznych, jako daleka eskorta konwojów do Związku Radzieckiego, w tym PQ-12 w marcu 1942 roku. W kwietniu i maju stanowił osłonę amerykańskiego lotniskowca „Wasp” podczas operacji dostarczania samolotów myśliwskich na Maltę. Od października 1942 roku ponownie wchodził w skład gibraltarskich Force H, przygotowujących się do lądowania w Afryce Północnej. W listopadzie osłaniał desanty w Oranie i Algierze. Po powrocie do Wielkiej Brytanii znów trafił do stoczni, gdzie wzmocniono mu uzbrojenie przeciwlotnicze. We wrześniu 1943 roku przewiózł do kraju uczestników konferencji „Quadrant”, w tym Winstona Churchilla i jego doradców. Po krótkim pobycie w stoczni, został przeniesiony na Ocean Indyjski, by wzmocnić działającą tam Flotę Wschodnią.

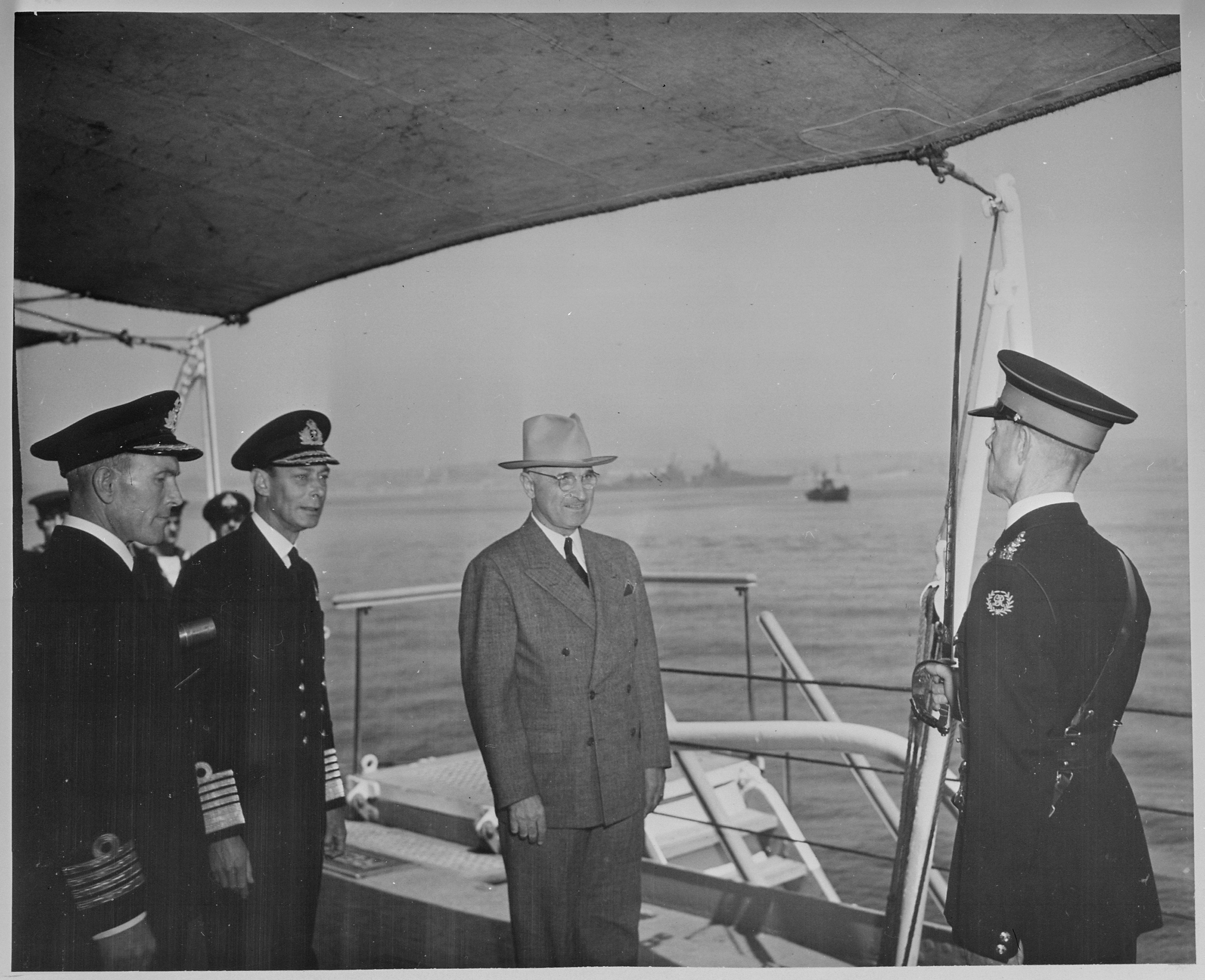
Powitanie prezydenta Trumana i króla Jerzego VI na pokładzie „Renowna”

Po przejściu przez Kanał Sueski, pod koniec stycznia 1944 roku zawinął na Cejlon. Od marca uczestniczył w uderzeniach na japońskie instalacje i obiekty wojskowe na Sumatrze, Jawie i Nikobarach, w czerwcu w ataku na bazy na Andamanach, w lipcu ponownie bombardował Sabang, a w październiku Nikobary. Od grudnia 1944 do lutego 1945 roku przechodził remont w Durbanie. W marcu zapadła decyzja o jego powrocie do Wielkiej Brytanii, trasę z Cejlonu do kraju okręt przebył w zaledwie 15 dni. Pomiędzy kwietniem a wrześniem, w obliczu zbliżającego się zakończenia działań i planowanego przeniesienia „Renowna” do rezerwy, zdemontowano z niego wszystkie wyrzutnie torpedowe i część dział uniwersalnych, w lipcu zredukowano liczebność załogi, a w listopadzie przekwalifikowano na jednostkę pomocniczą w Devonport. Wcześniej, 3 sierpnia, gościł na pokładzie króla Jerzego VI i prezydenta Harry’ego Trumana. Ostatecznie wycofano go ze służby 21 stycznia 1948 roku, by 19 marca 1948 roku sprzedać do stoczni rozbiórkowej. 3 sierpnia przeholowano go do Faslane, gdzie został zezłomowany.

### HMS „Repulse”

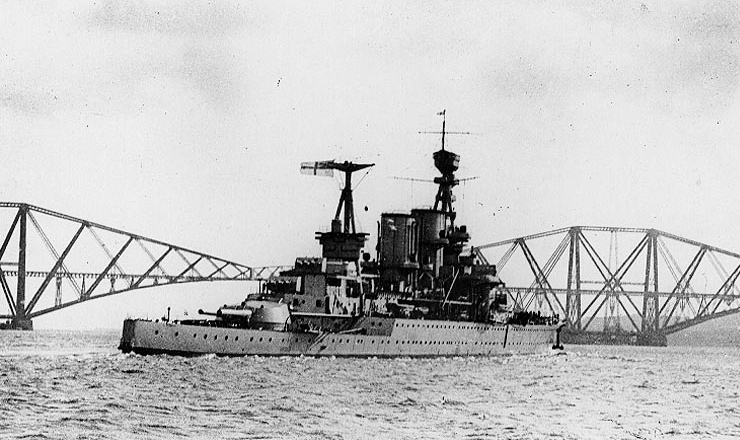
„Repulse” na Firth of Forth, lata 1916–1917

Położenie stępki w stoczni John Brown & Co. w Clydebank 25 stycznia 1915 roku, wodowanie 8 stycznia 1916 roku, wejście do służby 18 sierpnia 1916 roku. Dołączył do Grand Fleet 21 września 1916 roku, stając się okrętem flagowym 1. Eskadry Krążowników Liniowych. 17 listopada 1917 roku po raz pierwszy i jedyny w I wojnie światowej uczestniczył w starciu z przeciwnikiem: II bitwie koło Helgolandu. Jego artylerzyści zużyli 54 pociski kal. 381 mm, poważnie uszkadzając niemiecki krążownik lekki „Königsberg”. Podczas bitwy „Repulse” był nieskutecznie atakowany przez wodnosamoloty i okręt podwodny przeciwnika, lecz kontynuował walkę do momentu dostania się w zasięg dział niemieckich pancerników „Kaiser” i „Kaiserin”. W tej nierozstrzygniętej bitwie krążownik doznał niewielkich awarii siłowni, spowodowanych jej przeciążeniem. 12 grudnia 1917 roku, wypływając na rejs szkoleniowy, doznał kolizji z krążownikiem liniowym „Australia”, odnosząc nieznaczne uszkodzenia. 21 listopada 1918 roku, jako okręt flagowy 1. Eskadry Krążowników Liniowych, wszedł w skład floty przyjmującej jednostki Hochseeflotte płynące na internowanie w Scapa Flow. 17 grudnia został wycofany z linii i skierowany na remont.
Po powrocie do linii „Repulse” został jednym z okrętów Eskadry Krążowników Liniowych Floty Atlantyckiej. Pełnił też rolę reprezentacyjną, odwiedzając liczne porty zagraniczne. Towarzyszył krążownikowi liniowemu „Hood” w podróży do Brazylii od 14 sierpnia do 3 grudnia 1922 roku oraz do krajów skandynawskich w czerwcu i lipcu następnego roku. 27 listopada 1923 roku wraz z „Hoodem” i lżejszymi okrętami, jako Special Service Squadron, rozpoczął rejs wokółziemski, który trwał do 29 września 1924 roku. W drugiej połowie stycznia i w lutym 1925 roku uczestniczył w rejsie do Lizbony, gdzie uczestniczył w obchodach ku czci Vasco da Gamy. Następnie posłużył jako jacht królewski w podróży Księcia Walii do krajów Afryki i Ameryki Południowej. W kolejnych latach „Repulse” pełnił służbę we Flocie Atlantyckiej, przerywaną kolejnymi pobytami w stoczniach. Od kwietnia 1929 roku, w związku z wycofaniem z linii poddawanego przebudowie „Hooda”, przejął rolę okrętu flagowego Eskadry Krążowników Liniowych. W 1931 roku wziął udział w ćwiczeniach floty, przerwanych w wyniku buntu w Invergordon, lecz jego załoga nie przyłączyła się do strajkujących marynarzy. W latach 1933–1936 został skierowany na wielką modernizację w stoczni marynarki w Portsmouth. Wkrótce po powrocie do linii w maju 1936 roku został wysłany na Morze Śródziemne. Po wybuchu wojny domowej w Hiszpanii operował na tamtejszych wodach w ramach patroli nieinterwencji. 20 maja 1937 roku uczestniczył w rewii koronacyjnej Jerzego VI na redzie Spithead. W lipcu 1938 roku został wysłany do Hajfy w związku z trwającym tam arabskim powstaniem. W 1939 roku został włączony do pilnie wzmacnianej Home Fleet.

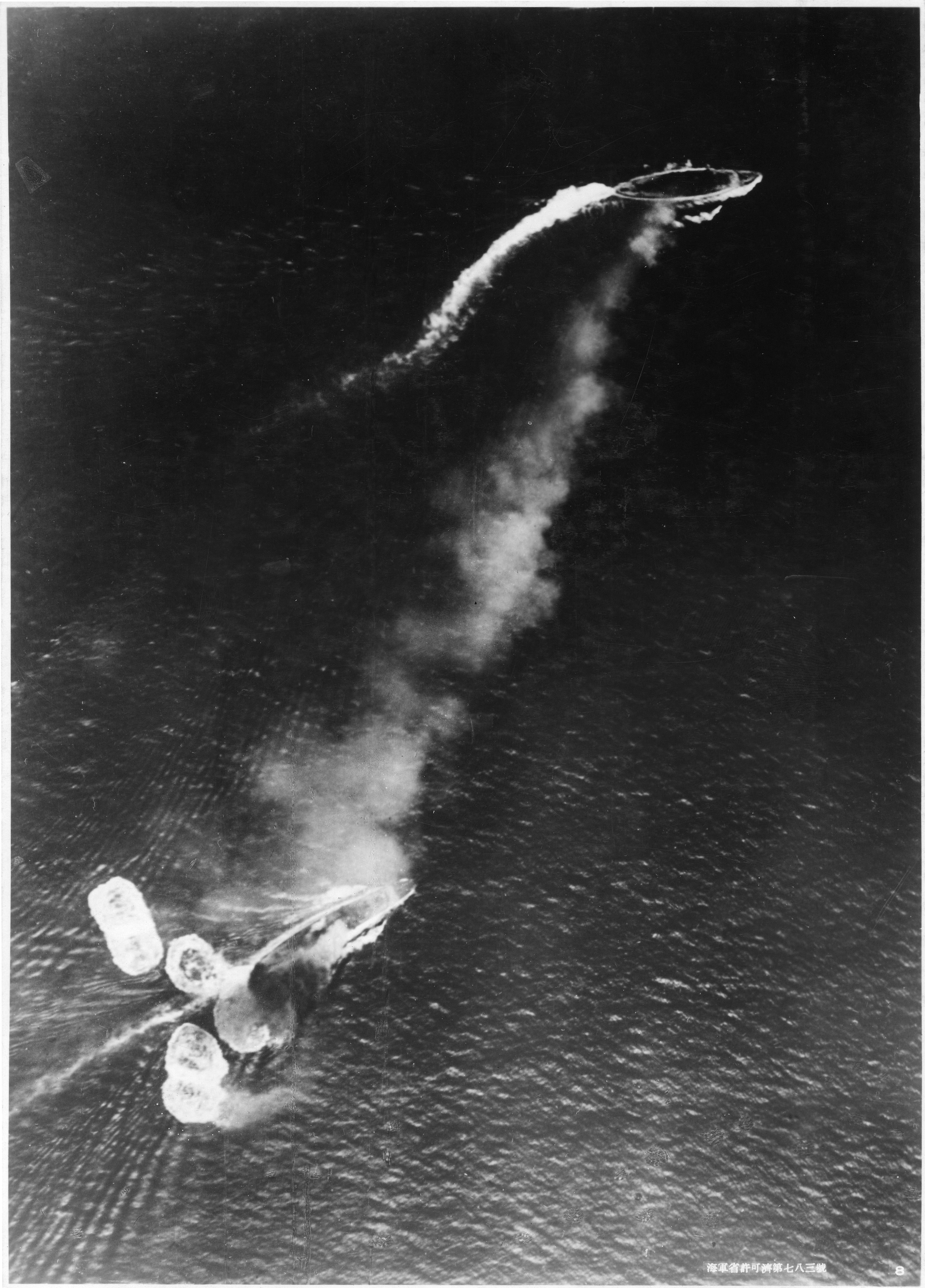
Trafiony bombą „Repulse” (u dołu) oraz „Prince of Wales” widziane z japońskiego samolotu w początkowej fazie bitwy pod Kuantanem

Wybuch II wojny światowej zastał „Repulse” w składzie Eskadry Krążowników Liniowych Home Fleet. W październiku 1939 roku patrolował wraz z lotniskowcem „Furious” trasy konwojowe na Atlantyku, chroniąc je przed rajderami. W listopadzie i grudniu eskortował konwoje z żołnierzami 1. Kanadyjskiej Dywizji Piechoty przewożonymi do Wielkiej Brytanii. Następnie był delegowany do ochrony konwojów z rudą żelaza, zmierzających ze Skandynawii do Wielkiej Brytanii. Od 7 kwietnia 1940 roku uczestniczył w kampanii norweskiej, w składzie zespołu admirała Williama J. Whitwortha. W ostatnich dniach lipca uczestniczył w nieskutecznym wypadzie floty przeciwko przedzierającemu się do Niemiec uszkodzonemu pancernikowi „Gneisenau”. Pomiędzy 28 a 30 września pełnił funkcję okrętu flagowego kontradmirała Ronalda H.C. Hallifaxa, dowódcy niszczycieli Home Fleet. W pierwszych dniach listopada uczestniczył w poszukiwaniach pancernika kieszonkowego „Admiral Scheer” po tym, gdy ten zatopił krążownik pomocniczy „Jervis Bay” w ataku na konwój HX-84. W nocy z 25 na 26 stycznia 1941 roku wypłynął wraz z pancernikami „Nelson” i „Rodney”, by zablokować przejście na południe od Islandii płynącym na korsarską operację „Scharnhorstowi” i „Gneisenau”. Po wykryciu w fiordzie w pobliżu Bergen niemieckiego pancernika „Bismarck” i towarzyszącego mu krążownika ciężkiego „Prinz Eugen”, 23 maja 1941 roku „Repulse” dołączył do sił głównych Home Fleet. Towarzyszył im do 25 maja, gdy w związku z malejącym zapasem paliwa, został odesłany do Nowej Fundlandii. Do Wielkiej Brytanii powrócił 3 lipca 1941 roku w eskorcie konwoju TC-11, wiozącego 12 771 żołnierzy kanadyjskich do Europy. W sierpniu zapadła decyzja o dołączeniu okrętu do eskorty konwoju WS-11, zmierzającego z oddziałami wojskowymi na Bliski Wschód, do Suezu wokół Przylądka Dobrej Nadziei. Konwój opuścił wody macierzyste 31 sierpnia. 14 października „Repulse” dołączył w Mombasie do Force T, z którymi do końca miesiąca operował w poszukiwaniu niemieckich rajderów. Na początku listopada odbył wizytę w Durbanie, następnie powrócił do Mombasy w eskorcie kolejnego transportu wojsk, konwoju WS-12. 15 listopada opuścił afrykańską bazę, zgodnie z rozkazami wyruszając do Kolombo i Trincomalee na Cejlonie.
28 listopada 1941 roku w Kolombo dołączył do pancernika „Prince of Wales”, z którym po przybyciu do Singapuru utworzył Force Z. 8 grudnia, po otrzymaniu wiadomości o japońskim desancie na Malaje, dowodzący zespołem admirał Thomas Philips podjął decyzję o wyjściu w morze przeciwko japońskim zespołom inwazyjnym. 9 grudnia około 13.40, brytyjski zespół został dostrzeżony przez japoński okręt podwodny I-65. Przed wieczorem okręty zostały odnalezione także przez japońskie samoloty rozpoznawcze. Admirał Philips, mając świadomość, że stracił atut zaskoczenia i dalsze pozostawanie na dotychczasowym kursie naraża jego okręty na niebezpieczeństwo ataków lotniczych, postanowił zawrócić do Singapuru. 10 grudnia, około 11.00, nad okrętami pojawiły się pierwsze japońskie bombowce. Uzyskały jedno bezpośrednie trafienie, co najmniej jeden z marynarzy zginął, kilku lub kilkunastu innych odniosło rany. Kolejne ataki na krążownik były nieskuteczne, choć okręt trafiła pojedyncza torpeda, powodując nieznaczne uszkodzenia. Udany okazał się dopiero nalot dziewięciu samolotów torpedowych atakujących synchronicznie z dwóch stron. W „Repulse” uderzyły, według świadectw brytyjskich, cztery następne torpedy: trzy w lewą i jedna w prawą burtę. Wlewająca się do kadłuba woda spowodowała znaczny przechył na lewą burtę, zaś unieruchomiony ster nie dawał żadnych możliwości manewru. Dowódca okrętu, komandor William Tennant, dał rozkaz ewakuacji załogi. Około 12.35 „Repulse” przewrócił się przez lewą burtę i zatonął rufą naprzód na pozycji 3°37'18"N, 104°20'36"E. Zginęło 513 (w źródłach spotykane są również inne liczby zabitych) z 1309 członków załogi, pozostali zostali uratowani przez niszczyciele „Electra” i „Vampire”. Wkrótce potem zatonął również „Prince of Wales”.
Wrak okrętu spoczywa na dnie Morza Południowochińskiego w miejscu zatonięcia, na głębokości 54 m, stępką do góry, z lewą burtą częściowo zagrzebaną w dnie. Został uznany za grób wojenny i objęty ochroną Protection of Military Remains Act.